# Буравцева, Клавдия Михайловна
Клавдия Михайловна Буравцева (1923—1991) — бригадир маляров Южно-Сахалинского управления отделочных работ объединения «Сахалинстрой» Министерства строительства предприятий тяжёлой индустрии СССР, Сахалинская область. Герой Социалистического Труда (1971).

## Биография
Родилась в 1923 году в крестьянской семье в селе Верхний Гаракан Черепановского уезда Ново-Николаевской губернии РСФСР (ныне — посёлок Алексеевский Искитимского района Новосибирской области). Трудовую  деятельность начала в 1938 году. 
В 1953 году переехала в Южно-Сахалинск, где трудилась штукатуром-маляром. Более четверти века возглавляла бригаду маляров Южно-Сахалинского управления отделочных работ объединения «Сахалинппромстрой». Член КПСС с 1967 года.
В начале Восьмой пятилетки (1959—1965) стала инициатором социалистического соревнования за сдачу работ с первого предъявления и выполнение плановых заданий пятилетки за четыре года. Бригада Клавдии Буравцевой досрочно выполнила плановые производственные задания пятилетки. Указом Президиума Верховного Совета СССР (неопубликованным) от 5 апреля 1971 года «за выдающиеся успехи в выполнении заданий пятилетнего плана по строительству и вводу в действие производственных мощностей, жилых домов и объектов культурно-бытового назначения» удостоена звания Героя Социалистического Труда с вручением ордена Ленина и золотой медали Серп и Молот.
Неоднократно избиралась депутатом Сахалинского областного Совета народных депутатов (1971—1980), членом Сахалинского обкома КПСС. В качестве делегата принимала участие в работе XXIV съезда КПСС и XV съезда профсоюзов СССР.
Умерла в Южно-Сахалинске 30 мая 1991 года.

## Награды
- Герой Социалистического Труда (5.04.1971)
- Орден Ленина (5.04.1971)
- Орден Октябрьской Революции (04.03.1973)
- Орден Трудового Красного Знамени (11.08.1966)
- Орден «Знак Почёта» (19.03.1981)